# Massongy
Massongy este o comună în departamentul Haute-Savoie din sud-estul Franței. În 2009 avea o populație de 1.347 de locuitori.

## Evoluția populației
| An        | 1975 | 1982 | 1990  | 1999  | 2006  | 2009  |
| --------- | ---- | ---- | ----- | ----- | ----- | ----- |
| Populație | 605  | 717  | 1.035 | 1.146 | 1.265 | 1.347 |